# Sedím na konári a je mi dobre
Sedím na konári a je mi dobre je československo-německý tragikomicko-poetický hraný film z roku 1989 režírovaný Jurajem Jakubiskem. Děj snímku mapuje prostřednictvím čtyř hlavních postav (komedianta Pepeho, bývalého frontového vojáka Prengela, židovské dívky Ester a svazáčky Želmíry) období těsně po konci druhé světové války a nástup socialismu.
Všichni jsme cítili, že se blíží změna, začínali jsme šeptat svobodněji o věcech, které byly do této chvíle tabu. I já jsem povolil uzdu fantazie ve své výpovědi o padesátých letech. Když byl film dotočen, mnozí předpovídali můj definitivní konec. Ale politická reprezentace neměla sílu film ani posvětit ani zakázat. Film zůstává pro mě navždy předzvěstí pádu socialismu – padl tři měsíce po premiéře! – Juraj Jakubisko

## Děj
Tragikomické ohlédnutí za koncem druhé světové války a obdobím nástupu komunistické mašinérie. Na tomto pozadí se odehrává chvílemi až snový příběh dvou hlavních protagonistů vracejících se z války – komedianta Pepeho a frontového vojína Prengela. Do života jim vstoupí láska v podobě melancholické židovské dívky Ester a nenávist zosobněná naivně fanatickou svazačkou Želmírou. Společně nalezené zlato promění tyto charakterově rozdílné muže v nerozlučnou dvojici. Náhoda způsobí, že z dvojice vzniká trojice – přidává se koncentračním táborem poznamenaná Ester, jejich osudová žena. Tři lidé bez domova se snaží naplnit svoji představu o štěstí. Svazačka Želmíra jim však dává pocítit hrůznost mašinérie 50. let a jejich svět se celý obrací naruby…

## Produkce
- režie: Juraj Jakubisko
- scénář: Juraj Jakubisko, Jozef Paštéka
- produkce: Slovenská filmová tvorba Bratislava, Tauris Film München
- hudba: Jiří Bulis
- kamera: Ladislav Kraus
- architekt: Anton Krajčovič, Slavomír Procházka
- kostýmy: Marie Franková
- střih: Patrik Pašš
- zvuk: Pavol Sásik
- vedoucí výroby: Viliam Richter

## Hrají
- Bolek Polívka – Pepe
- Ondřej Pavelka – Prengel
- Deana Horváthová – Želmíra
- Štefan Kvietik – kapitán Kornet
- Markéta Hrubešová – Ester
- Miroslav Macháček – pošťák Krištofík
- Viliam Polónyi – Zbončák
- Erik Jamrich – řečník
- Nora Kuželová – matrikářka
- Stanislav Štepka – „Hitler“
- Zita Furková – funkcionářka
- Andrej Hryc – prokurátor
- Katarína Točíková – malá Esterka
- Júlia Mrvová – starší Esterka
- Stanislav Hodoš

## Ocenění
- Cran Gavier´99 1999 
 • Cena za nejlepší film
- IFF Moscow 1990 
 • Hlavní cena
- Festival československého filmu 1990 
 • Zvláštní cena poroty
- IFF Stasbourg 1990 
 • Cena poroty a Cena Alsace Media
- Benátský filmový festival 1989 
 • Čestné uznání a plaketa RAI II